# Zong Xiaochen
Zong Xiaochen (* 8. März 1998 in Dandong; chinesisch 宗笑尘, Pinyin Zōng Xiào Chén) ist ein chinesischer Dartspieler.

## Karriere
Zong Xiaochen nahm im November 2016 zum ersten Mal an zwei Events der PDC Development Tour teil. Zudem nahm er an der Juniorenweltmeisterschaft 2016 teil und konnte bis in die zweite Runde vordringen. Bei den Shanghai Darts Masters 2017 verlor er mit 0:6 gegen James Wade in der ersten Runde. Drei Monate später qualifizierte er sich als chinesischer Vertreter für die Weltmeisterschaft 2018, wo er jedoch in der Vorrunde gegen den Neuseeländer Bernie Smith ausschied. Beim World Cup of Darts 2018 scheiterte er zusammen mit Zhou Momo, der erst zweiten weiblichen World-Cup-Teilnehmerin, in der ersten Runde. Wie bereits im Vorjahr schied er auch bei den Shanghai Darts Masters 2018 in der ersten Runde ohne Leggewinn aus, sein Gegner war dieses Mal Michael Smith. Beim World Cup of Darts 2019 vertrat er mit Liu Yuanjun zusammen erneut China. Das Duo konnte jedoch erneut nicht die zweite Runde erreichen. Mit einem erneuten Sieg beim chinesischen Qualifier konnte er sich auch für die Weltmeisterschaft 2020 qualifizieren. Trotz einer 2:0-Führung verlor er seine Partie in der ersten Runde gegen den Australier Kyle Anderson.
Im September 2022 gewann Zong die PDC China Premier League, indem er im Finale mit 11:6 gegen Han Xicheng gewann. Damit wäre Zong eigentlich für die PDC World Darts Championship 2023 qualifiziert gewesen. Sein Startplatz wurde jedoch an den unterlegenen Finalisten Han weitergegeben, da Zong sich aufgrund von Allergien nicht gegen SARS-CoV-2 impfen lassen konnte.

## Weltmeisterschaftsresultate

### PDC-Jugend
- 2016: 2. Runde (5:6-Niederlage gegen  John Brown)
- 2018: Gruppenphase (5:1-Sieg gegen  Sven Hesse und 4:5-Niederlage gegen  Rhys Griffin)
- 2019: Gruppenphase (5:1-Sieg gegen  Keelan Kay und 1:5-Niederlage gegen  Luke Humphries)

### PDC
- 2018: Vorrunde (0:2-Niederlage gegen  Bernie Smith)
- 2020: 1. Runde (2:3-Niederlage gegen  Kyle Anderson)
- 2024: 1. Runde (0:3-Niederlage gegen  Mickey Mansell)
- 2025: 1. Runde (0:3-Niederlage gegen  Ricardo Pietreczko)